# Lajasvenator
Lajasvenator (il cui nome significa "cacciatore del Las Lajas", la città di Las Lajas a Neuquén, in Argentina) è un genere estinto di dinosauro teropode carcharodontosauride vissuto nel Cretaceo inferiore (Valanginiano), in quella che oggi è la Formazione Mulichinco, nella Provincia di Neuquén, Argentina. Il genere contiene una singola specie, ossia L. ascheriae. Probabilmente era uno dei più piccoli allosauroidi conosciuti, essendo circa solo la metà della lunghezza del Concavenator.